# Palais Paradisiello
Le palais Paradisiello (en italien, Palazzina Paradisiello) est l'un des bâtiments Art nouveau de Naples; il est situé dans le quartier de Chiaia. 
La bâtisse est l'un des exemples les plus significatifs de l'Art nouveau napolitain, appelé aussi Liberty napoletano ; elle a été commanditée par Germano Ricciardi, et sa conception confiée au célèbre architecte de Plaisance, Giulio Ulisse Arata avec l'ingénieur Gioacchino Luigi Mellucci.
L'édifice combine la tradition architecturale napolitaine à celle du début du XXe siècle.